# Dillnäs landskommun
Dillnäs landskommun var en tidigare kommun i Södermanlands län.

## Administrativ historik
Den 1 januari 1863, när kommunalförordningarna började tillämpas, skapades över hela riket cirka 2 500 kommuner, varav 89 städer, 8 köpingar och resten landskommuner. Då inrättades i Dillnäs socken i Daga härad i Södermanland denna kommun.
1941 uppgick denna kommun i Gåsinge-Dillnäs landskommun som ägde bestånd fram till 1952 då dess område gick upp i Gnesta landskommun.